# Dasyhelea africana
Dasyhelea africana är en tvåvingeart som beskrevs av Clastrier 1959. Dasyhelea africana ingår i släktet Dasyhelea och familjen svidknott.
Artens utbredningsområde är Senegal. Inga underarter finns listade i Catalogue of Life.